# Occia ashmeadi
Occia ashmeadi är en stekelart som först beskrevs av Günther Enderlein 1912.  Occia ashmeadi ingår i släktet Occia och familjen brokparasitsteklar. Inga underarter finns listade i Catalogue of Life.